# Национален отбор по футбол на Сан Марино
Националният отбор по футбол на Сан Марино (на италиански: Nazionale di calcio di San Marino) представлява страната в международните футболни терени. Никога не се е класирал на световно или европейско първенство. В момента той е най-ниско класираният национален футболен отбор в класацията на ФИФА, като са спечелили само три мача от създаването му. Трите победи са срещу Лихтенщайн. Едната в приятелска среща, а другите две в мачове за Лигата на нациите (сезон 2024/25). 
Първият официален мач на отбора се провежда на 18 ноември 1990 г. и е загуба с 4 – 0 срещу Швейцария в квалификации за Евро 1992. Двете им победи в официални мачове са от 5 септември и 18 ноември 2024 г. срещу Лихтенщайн в Лигата на нациите на УЕФА 2024/25. На 18 ноември отборът за първи път вкарва повече от един гол, като мача завършва с 3 – 1, а впоследствие продължават към лига C на турнира през сезон 2026/27. Сан Марино има и шест равенства в официални мачове. Те са срещу Турция, Латвия, Естония, две срещу Гибралтар и Лихтенщайн.

## Представяне на големите форуми

### Световни първенства
| Световно първенство | Световно първенство | Световно първенство | Световно първенство | Световно първенство | Световно първенство | Световно първенство | Световно първенство | Световно първенство |                   | Квалификации      | Квалификации      | Квалификации      | Квалификации      | Квалификации      | Квалификации |
| Година              | Достигнат етап      | Класиране           | М                   | П                   | Р                   | З                   | ВГ                  | ДГ                  | М                 | П                 | Р                 | З                 | ВГ                | ДГ                |              |
| ------------------- | ------------------- | ------------------- | ------------------- | ------------------- | ------------------- | ------------------- | ------------------- | ------------------- | ----------------- | ----------------- | ----------------- | ----------------- | ----------------- | ----------------- | ------------ |
| 1930 до 1986        | Не е член на ФИФА   | Не е член на ФИФА   | Не е член на ФИФА   | Не е член на ФИФА   | Не е член на ФИФА   | Не е член на ФИФА   | Не е член на ФИФА   | Не е член на ФИФА   | Не е член на ФИФА | Не е член на ФИФА | Не е член на ФИФА | Не е член на ФИФА | Не е член на ФИФА | Не е член на ФИФА |              |
| 1990                | Не участва          | Не участва          | Не участва          | Не участва          | Не участва          | Не участва          | Не участва          | Не участва          | Не участва        | Не участва        | Не участва        | Не участва        | Не участва        | Не участва        |              |
| 1994                | Не се класира       | Не се класира       | Не се класира       | Не се класира       | Не се класира       | Не се класира       | Не се класира       | Не се класира       | 10                | 0                 | 1                 | 9                 | 2                 | 46                |              |
| 1998                | Не се класира       | Не се класира       | Не се класира       | Не се класира       | Не се класира       | Не се класира       | Не се класира       | Не се класира       | 8                 | 0                 | 0                 | 8                 | 0                 | 42                |              |
| 2002                | Не се класира       | Не се класира       | Не се класира       | Не се класира       | Не се класира       | Не се класира       | Не се класира       | Не се класира       | 8                 | 0                 | 1                 | 7                 | 3                 | 30                |              |
| 2006                | Не се класира       | Не се класира       | Не се класира       | Не се класира       | Не се класира       | Не се класира       | Не се класира       | Не се класира       | 10                | 0                 | 0                 | 10                | 2                 | 40                |              |
| 2010                | Не се класира       | Не се класира       | Не се класира       | Не се класира       | Не се класира       | Не се класира       | Не се класира       | Не се класира       | 10                | 0                 | 0                 | 10                | 1                 | 47                |              |
| 2014                | Не се класира       | Не се класира       | Не се класира       | Не се класира       | Не се класира       | Не се класира       | Не се класира       | Не се класира       | 10                | 0                 | 0                 | 10                | 1                 | 54                |              |
| 2018                | Не се класира       | Не се класира       | Не се класира       | Не се класира       | Не се класира       | Не се класира       | Не се класира       | Не се класира       | 10                | 0                 | 0                 | 10                | 2                 | 51                |              |
| 2022                | Не се класира       | Не се класира       | Не се класира       | Не се класира       | Не се класира       | Не се класира       | Не се класира       | Не се класира       | 10                | 0                 | 0                 | 10                | 1                 | 46                |              |
| 2026                | Ще се определи      | Ще се определи      | Ще се определи      | Ще се определи      | Ще се определи      | Ще се определи      | Ще се определи      | Ще се определи      | 4                 | 0                 | 0                 | 4                 | 1                 | 12                |              |
| 2030                | Ще се определи      | Ще се определи      | Ще се определи      | Ще се определи      | Ще се определи      | Ще се определи      | Ще се определи      | Ще се определи      | Ще се определи    | Ще се определи    | Ще се определи    | Ще се определи    | Ще се определи    | Ще се определи    |              |
| 2034                | Ще се определи      | Ще се определи      | Ще се определи      | Ще се определи      | Ще се определи      | Ще се определи      | Ще се определи      | Ще се определи      | Ще се определи    | Ще се определи    | Ще се определи    | Ще се определи    | Ще се определи    | Ще се определи    |              |
| Общо                | –                   | –                   | –                   | –                   | –                   | –                   | –                   | –                   | 80                | 0                 | 2                 | 78                | 13                | 368               |              |

### Европейски първенства
| Европейско първенство | Европейско първенство | Европейско първенство | Европейско първенство | Европейско първенство | Европейско първенство | Европейско първенство | Европейско първенство | Европейско първенство |                  | Квалификации     | Квалификации     | Квалификации     | Квалификации     | Квалификации     | Квалификации |
| Година                | Достигнат етап        | Класиране             | М                     | П                     | Р                     | З                     | ВГ                    | ДГ                    | М                | П                | Р                | З                | ВГ               | ДГ               |              |
| --------------------- | --------------------- | --------------------- | --------------------- | --------------------- | --------------------- | --------------------- | --------------------- | --------------------- | ---------------- | ---------------- | ---------------- | ---------------- | ---------------- | ---------------- | ------------ |
| 1960 до 1988          | Не участва            | Не участва            | Не участва            | Не участва            | Не участва            | Не участва            | Не участва            | Не участва            | Отказано участие | Отказано участие | Отказано участие | Отказано участие | Отказано участие | Отказано участие |              |
| 1992                  | Не се класира         | Не се класира         | Не се класира         | Не се класира         | Не се класира         | Не се класира         | Не се класира         | Не се класира         | 8                | 0                | 0                | 8                | 1                | 33               |              |
| 1996                  | Не се класира         | Не се класира         | Не се класира         | Не се класира         | Не се класира         | Не се класира         | Не се класира         | Не се класира         | 10               | 0                | 0                | 10               | 2                | 36               |              |
| 2000                  | Не се класира         | Не се класира         | Не се класира         | Не се класира         | Не се класира         | Не се класира         | Не се класира         | Не се класира         | 8                | 0                | 0                | 8                | 1                | 44               |              |
| 2004                  | Не се класира         | Не се класира         | Не се класира         | Не се класира         | Не се класира         | Не се класира         | Не се класира         | Не се класира         | 8                | 0                | 0                | 8                | 0                | 30               |              |
| 2008                  | Не се класира         | Не се класира         | Не се класира         | Не се класира         | Не се класира         | Не се класира         | Не се класира         | Не се класира         | 12               | 0                | 0                | 12               | 2                | 57               |              |
| 2012                  | Не се класира         | Не се класира         | Не се класира         | Не се класира         | Не се класира         | Не се класира         | Не се класира         | Не се класира         | 10               | 0                | 0                | 10               | 0                | 53               |              |
| 2016                  | Не се класира         | Не се класира         | Не се класира         | Не се класира         | Не се класира         | Не се класира         | Не се класира         | Не се класира         | 10               | 0                | 1                | 9                | 1                | 36               |              |
| 2020                  | Не се класира         | Не се класира         | Не се класира         | Не се класира         | Не се класира         | Не се класира         | Не се класира         | Не се класира         | 10               | 0                | 0                | 10               | 1                | 51               |              |
| 2024                  | Не се класира         | Не се класира         | Не се класира         | Не се класира         | Не се класира         | Не се класира         | Не се класира         | Не се класира         | 10               | 0                | 0                | 10               | 3                | 31               |              |
| 2028                  | Ще се определи        | Ще се определи        | Ще се определи        | Ще се определи        | Ще се определи        | Ще се определи        | Ще се определи        | Ще се определи        | Ще се определи   | Ще се определи   | Ще се определи   | Ще се определи   | Ще се определи   | Ще се определи   |              |
| 2032                  | Ще се определи        | Ще се определи        | Ще се определи        | Ще се определи        | Ще се определи        | Ще се определи        | Ще се определи        | Ще се определи        | Ще се определи   | Ще се определи   | Ще се определи   | Ще се определи   | Ще се определи   | Ще се определи   |              |
| Общо                  | –                     | –                     | –                     | –                     | –                     | –                     | –                     | –                     | 86               | 0                | 1                | 85               | 11               | 371              |              |

## Почетни листи
Информацията е от 10 юни 2025 г.
Играчите в удебелен шрифт все още са в националния отбор.

### Участия
| # | Име                    | Период      | Мача | Гола |
| - | ---------------------- | ----------- | ---- | ---- |
| 1 | Матео Витаьоли         | 2007 –      | 97   | 1    |
| 2 | Мирко Палаци           | 2005 –      | 75   | 1    |
| 3 | Анди Селва             | 1998 – 2016 | 73   | 8    |
| 4 | Давиде Симончини       | 2006 – 2021 | 69   | 0    |
| 4 | Дамиано Ванучи         | 1996 – 2012 | 69   | 0    |
| 6 | Алесандро Дела Вале    | 2002 – 2017 | 65   | 1    |
| 6 | Алдо Джуниър Симончини | 2006 – 2023 | 65   | 0    |
| 8 | Алесандро Голинучи     | 2015 –      | 61   | 2    |
| 9 | Симоне Бачиочи         | 1998 – 2013 | 60   | 0    |
| 9 | Адолфо Хирш            | 2011 – 2023 | 60   | 0    |

### Голмайстори
| # | Име                | Период      | Гола | Мача | %    |
| - | ------------------ | ----------- | ---- | ---- | ---- |
| 1 | Анди Селва         | 1998 – 2016 | 8    | 73   | 0,11 |
| 2 | Филипо Берарди     | 2016 –      | 3    | 35   | 0,09 |
| 2 | Никола Нани        | 2018 –      | 3    | 46   | 0,07 |
| 4 | Лоренцо Ладзари    | 2022 –      | 2    | 18   | 0,13 |
| 4 | Мануел Марани      | 2003 – 2012 | 2    | 32   | 0,06 |
| 4 | Алесандро Голинучи | 2015 –      | 2    | 61   | 0,04 |

## Треньори
Информацията е от 10 юни 2025 г.
| Треньор                | Национ. | Начало              | Край                 | Мачове | Победи | Равни | Загуби |
| ---------------------- | ------- | ------------------- | -------------------- | ------ | ------ | ----- | ------ |
| Джулио Чезаре Казали   |         | 28 март 1986 г.     | 20 септември 1990 г. | 6      | 0      | 2     | 4      |
| Джорджио Леони         |         | 14 ноември 1990 г.  | 15 ноември 1995 г.   | 29     | 0      | 1     | 28     |
| Масимо Бонини          |         | 2 юни 1996 г.       | 10 септември 1997 г. | 8      | 0      | 0     | 8      |
| Джампаоло Маца         |         | 10 октомври 1998 г. | 15 октомври 2013 г.  | 85     | 1      | 2     | 82     |
| Пиеранджело Мандзароли |         | 8 юни 2014 г.       | 8 октомври 2017 г.   | 28     | 0      | 1     | 27     |
| Франко Варела          |         | 8 септември 2018 г. | 28 ноември 2021 г.   | 34     | 0      | 2     | 34     |
| Фабрицио Костантини    |         | 28 ноември 2021 г.  | 12 декември 2023 г.  | 20     | 0      | 2     | 18     |
| Роберто Чеволи         |         | 15 декември 2023 г. | —                    | 14     | 2      | 2     | 10     |

## Мачове срещу България
| Дата                | Град     | Стадион                           | Събитие                   | Резултат | ФИФА |
| ------------------- | -------- | --------------------------------- | ------------------------- | -------- | ---- |
| 22 май 1991 г.      | Серавале | Стадио Олимпико                   | Квалификации за Евро 1992 | 0:3      | ДА   |
| 16 октомври 1991 г. | София    | Национален стадион „Васил Левски“ | Квалификации за Евро 1992 | 0:4      | ДА   |